# طاهر أباد (أختاتشي الشرقي)
طاهر أباد (بالفارسية: طاهرآباد) هي قرية تقع في إيران في أذربيجان الغربية. يقدر عدد سكانها بـ 136 نسمة بحسب إحصاء 2016.